# Epipamponeurus americanus
Epipamponeurus americanus là một loài ruồi trong họ Asilidae. Epipamponeurus americanus được Becker miêu tả năm 1919. Loài này phân bố ở vùng Tân nhiệt đới.